# Hans Ree
Hans Ree (ur. 15 września 1944 w Amsterdamie) – holenderski szachista i dziennikarz, arcymistrz od 1980 roku.

## Kariera szachowa

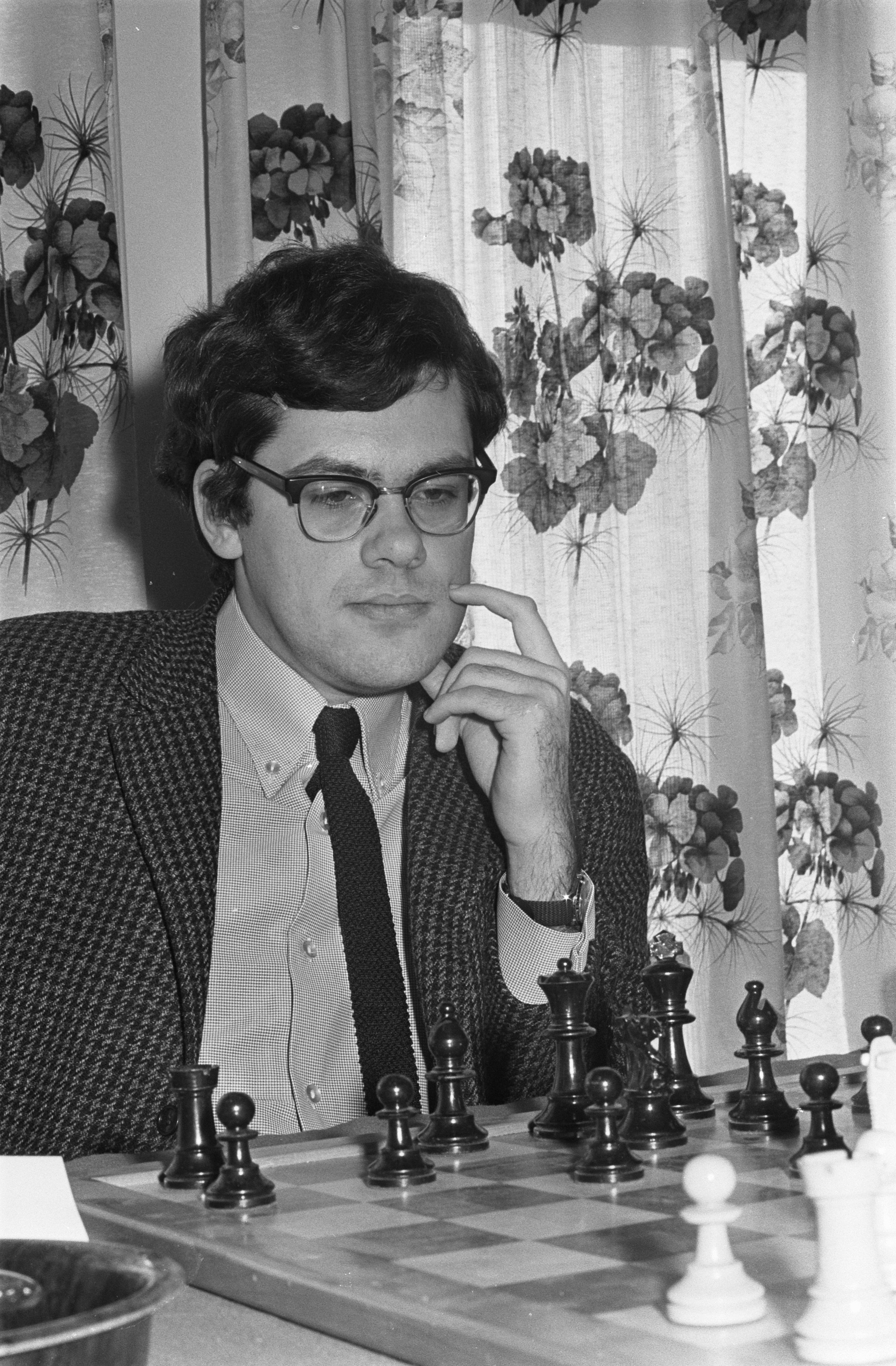
Hans Ree, 1968

Pierwsze sukcesy odniósł w latach 1961 i 1962, dwukrotnie zdobywając złote medale w mistrzostwach Holandii juniorów. W drugiej połowie lat 60. należał już do krajowej czołówki, przez kolejnych 20 lat będąc podstawowym zawodnikiem reprezentacji. W roku 1967 zdobył pierwszy tytuł mistrza Holandii, natomiast następne trzy w latach 1969, 1971 i 1982. Pomiędzy 1966 a 1984 rokiem wystąpił we wszystkich w tym okresie rozegranych 10 szachowych olimpiadach, dwukrotnie zdobywając medale: srebrny wraz z drużyną w roku 1976 oraz indywidualnie brązowy w roku 1966 (za uzyskany wynik na V szachownicy). Dwukrotnie reprezentował również barwy narodowe w drużynowych mistrzostwach Europy (1965, 1983).
Dwukrotnie podzielił I miejsca w mistrzostwach Europy juniorów, rozegranych w Groningen (1964/65 wraz z Robertem Hübnerem i 1965/1966 wraz z Andrew Whiteleyem). W roku 1971 zwyciężył (wraz z Borysem Spasskim) w otwartych mistrzostwach Kanady w Vancouver. W 1972 triumfował w Tunisie, w 1977 podzielił I-III miejsce w Karlovacu, w 1979 zwyciężył w Grazu, w 1980 w IBM Amsterdamie-B (wraz z Wolfgangiem Unzickerem), natomiast w 1987 podzielił I lokatę w Ter Apel (wraz z Johnem van der Wielem i Erikiem Lobronem).
Najwyższy ranking w karierze osiągnął 1 stycznia 1980 r., z wynikiem 2520 punktów dzielił wówczas 62-70. miejsce na światowej liście FIDE, jednocześnie zajmując 3. miejsce (za Janem Timmanem i Giennadijem Sosonko) wśród holenderskich szachistów.

## Działalność dziennikarska
Jest redaktorem w holenderskiej gazecie NRC Handelsblad, w której prowadzi szachową kolumnę. Współpracuje również z magazynami New In Chess i Chess Cafe. W roku 1999 wydał książkę The Human Comedy of Chess: A Grandmaster's Chronicles (Russel Enterprises, ISBN 1-888690-06-2).